# 屠宰呕吐娃娃
《屠宰呕吐娃娃》（英語：Slaughtered Vomit Dolls）是一部2006年由卢西弗·瓦伦廷编剧和导演的加拿大—美国超現實心理恐怖邪典電影，他开创了恐怖片新类型“呕吐戈尔”。 这部电影在2006年2月14日发行了DVD，同时在电影院有限上映。采用了非常宽松的情节结构，由各种场景组成，主要围绕着患暴食症的由脱衣舞女变成妓女的安杰拉·阿伯丁展开。
《屠宰呕吐娃娃》是《呕吐戈尔三部曲》的第一部。两部续集分别为：2008年的《血祭祀》和2010年的《慢性折磨呕吐室》。2015年发行了“呕吐戈尔”系列第四部电影——《黑色“性”纳粹》。

## 梗概
安杰拉·阿伯丁（艾梅拉·勒维饰）是一名离家出走的患有神經性暴食症的青少女。为了维持生计，她开始做妓女。随着她的贪食症恶化，安吉拉开始经历一系列幻觉，在这些幻觉中，她体验到她的脱衣舞娘同伴以及其他各种人的死亡。

## 演员
- 艾梅拉·勒维[註 1] 饰 安杰拉·阿伯丁（Angela Aberdeen）
- Pig Lizzy
- Maja Lee
- Princess Pam
- Miss Pussy Pants
- Allen Nasty
- Hank Skinny

## 反响
JoBlo.com对《屠宰呕吐娃娃》持批评态度，并表示尽管他们很好奇导演接下来会做什么，但这部电影“最终既没有给观众以娱乐、震撼，也没有提出任何新颖的想法。”HorrorNews.net也给出了负面评价，称，“要是你想看一部有完整故事线的电影，那就别浪费时间看这个了。要是你看腻了女人不断被责骂被侮辱，表现出软弱和害怕，那就别浪费时间看这个了。要是你对呕吐没兴趣，对了，那就别浪费时间看这个了。”DVD Talk对整个三部曲进行了回顾，并对其进行了大致正面的评论，称这些电影当然不会吸引全部观众，但“对于那些想要些不同东西的，想要些将艺术、性、暴力、戈尔和超现实主义融为一炉的，还不介意瓦伦廷电影的对抗性的恐怖片粉丝来说，这一系列电影值得一看。”